# 高頻主動式極光研究計劃

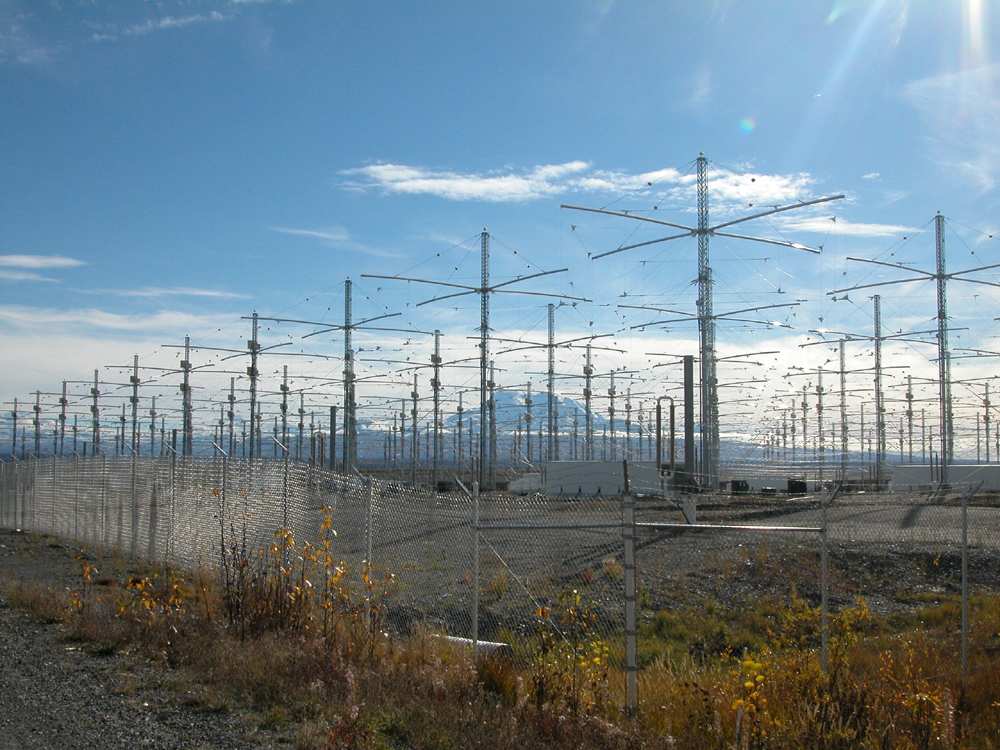
HAARP陣列

高頻主動式極光研究項目（英語：High Frequency Active Auroral Research Program，常縮寫為HAARP），是一個由美國空軍、美國海軍、國防高等研究計劃署及阿拉斯加大學所共同合作的電離層研究計劃。HAARP計劃在阿拉斯加加科納設有一個由美國空軍負責管理的研究設施，被稱為HAARP研究站（HAARP Research Station）。

## 历史
- HAARP始建於1990年，由來自美國阿拉斯加州的共和黨參議員特德·史蒂文斯幫助贏得了該設施的批准[3]，並於1993年開始建設。
- 2013年5月初，HAARP暫時關閉，等待更改其承包商以運營該設施。
- 2013年7月，HAARP項目經理James Keeney表示，「國防高級研究計劃局（DARPA）預計將作為客戶在2013年秋季至2014年冬季完成一些研究。[4][5]」而臨時停工則被描述為“承包商政權更迭”。 Ahtna和Incorporated是阿拉斯加本地的公司 ，服務於HAARP所在地的阿拉斯加州，據報導他們與Marsh Creek，LLC[6]簽訂了設施管理合同。
- 2014年5月，空軍宣布HAARP計劃將於2014年晚些時候關閉。[7]雖然實驗於2014年夏季結束，但該設施的完全關閉和拆除工作推遲至2015年5月。[8]
- 2015年8月中旬，該設施及其設備的控制權轉交給了阿拉斯加費爾班克斯大學，該大學正在按照按使用付費的方式為研究人員提供服務。[9]

## 簡介
高頻主動式極光研究計劃中最著名的儀器是電離層研究儀器（IRI），一個能夠在高頻率範圍發射高功率的設施，能夠於短時間激發部分的電離層。其它儀器，如超高頻及甚高頻雷達、fluxgate magnetometer、digisonde及induction magnetometer，則是用來研究的物理過程中出現的活躍區。
高頻主動式極光研究項目研究站的工作於1993年開始，電離層研究儀器的工作於2007年完成，其主要承包商是英國航太系統先進技術（BAE Advanced Technologies）。
2008年，高頻主動式極光研究項目獲得約2.5億美元的資金以支付的建造費用及營運成本。
計劃使用3.6 MW，以2.8-10 MHz的範圍的高頻信號，進入電離層。

## 研究
HAARP的主要目的是在對大氣最上層(電離層)進行基礎科學研究。準確的說是大氣層和磁層之間的過渡,電離層是大氣層中很稀薄的部分,太陽的的X射線和紫外線可以到達該層,但是也有足夠的厚度以吸收這些射線。因為電離層由快速增加的自由電子組成,從70Km左右開始,在300Km左右達到峰值,並隨著大氣層逐漸消失,在1000Km左右處再次下降。HAARP可以從各方面研究電離層的所有主要層,電離層的型態變化很大,每分鐘,每小時,每天,每個季節,每年的時間尺度上不斷變化。在地球磁極附近這種型態變化變得更加複雜,地球磁場近乎垂直對準電離層,其強度足以產生像極光一樣的物理效應。電離層傳統上很難測量,氣象氣球無法到達,因為大氣過於稀薄,而衛星也無法前往因為對於衛星大氣太過稠密,衛星無法繞軌道運行。因此大多數電離層實驗只能獲得一小部分的信息,HAARP通過追蹤挪威特羅姆瑟(Tromsø)附近一個名為EISCAT的電離層加熱器的方式獲得電離層的情況。在那裡，科學家率先通過在2-10 MHz範圍內的無線電波擾動電離層，並研究電離層如何反應。 HAARP執行相同的功能，但具有更大的功率也更靈活，其中HF波段也更靈活.
HAARP一些主要科學的發現如下:
1. 通過極光的電噴的調頻加熱產生極低頻(VLF)無線電波,而產生VLF波通常需要巨大的天線。
2. 從吸收HAARP的信號產生的微弱的發光輝光(可測量,且肉眼可見)。
3. HAARP可以產生0.1Hz範圍波長的極低頻(ELF)波,而因為天線的長度決定了發出和接收信號的波長,所以這個波段幾乎不可能以任何其他形式生成。
4. 生成哨聲模式VLF信號，進入磁層並傳播到另一個半球，沿途與範艾倫輻射帶粒子相互作用。
5. VLF遠程加熱電離層

通過HAARP進行的研究包括如下:
1. 觀察電漿線
2. 受激電子發射觀測
3. 拉莫頻率加熱研究
4. 對電離層F層觀測（由於F層中電子密度的不規則性導致的無線電波的電離層回波模糊）
5. 高速跟蹤運行
6. 氣輝觀測
7. 觀測加熱誘導的輝光
8. VLF和ELF生成觀測[11]
9. 流星的無線電觀測
10. 已經研究了極地中間層夏季回波（PMSE），使用IRI作為強大的雷達探測中間層，並使用28 MHz雷達和兩個VHF雷達，頻率為49 MHz和139 MHz。 跨越HF和VHF頻帶的多個雷達的使用允許科學家進行比較測量，這使有一天有機會理解這些難以捉摸的現象產生過程。
11. 對地外高頻雷達回波的研究：月球迴聲實驗（2008）。[12][13]
12. 擴頻發射機測試（2009年）
13. 流星雨對電離層產生的影響
14. 太陽耀斑和地磁暴對電離層的響應和恢復
15. 電離層擾動對GPS衛星信號質量的影響
16. 在地球上層大氣中產生高密度等離子云[14]
17. 地下成像[15]
18. 在HAARP設施進行的研究使美軍能夠通過長距離發射無線電信號來完善與其潛艇艦隊的通信。[16][17]

## 陰謀論
雖然美國政府始終強調HAARP的用途只限於純粹的科學研究，但仍然有許多個人、團體組織乃至於其他國家的政府單位抱持懷疑的態度，認為美國進行HAARP研究背後有隱藏的動機，該計畫可能是為了進行氣象戰而進行的研究，除了是造成許多嚴重天災的元兇外，甚至導致地球毁灭。特定波段的电磁波可以加热电离层，使其往上升，电离层下方的空气也会涌入并改变气象。若应用于战争目的不仅会带来严重的后果，更是难以确定灾害是自然的还是人为的 。

## 延伸閱讀
```
* 
Y. Zaitsev. 
. 
俄羅斯新聞社
. 11 May 2007 
 
[
2009-09-27
]
. （原始内容
存档
于2009-12-13）.
 

* 
. 
國家地球物理數據中心
. 7 December 2004 
 
[
2009-09-27
]
. （原始内容
存档
于2009-03-16）.
 

* 
J. E. Smith. 
. 
Indybay
. 6 May 2006 
 
[
2009-09-27
]
. （原始内容
存档
于2009-11-03）.
 

* 
U. S. Inan and T. F. Bell. 
. 
STAR實驗室
, 
史丹福大學
.  
 
[
2009-09-27
]
. （
原始内容
存档于2009-08-27）.
 

* 
U. S. Inan, M. Golkowski, D. L. Carpenter, N. Reddell, R. C. Moore, T. F. Bell, E. Paschal, P. Kossey, E. Kennedy, and S. Z. Meth. 
 
(PDF)
. 
地球物理研究快報
. 2004, 
31
: L24805. 
doi:10.1029/2004GL021647
. （
原始内容
 
(PDF)
存档于2011-07-19）.
 

* 
E. J. Kennedy, P. Rodriguez, and C. A. Selcher. 
.  
 
[
2009-09-27
]
. （
原始内容
存档于2009-03-05）.
 
 
* 
H. L. Rowland. 
. 
美國海軍研究實驗室
, 等離子體物理科, 束物理科. 28 April 1999 
 
[
2009-09-27
]
. （
原始内容
存档于2009-04-27）.
 
```

專利
```
  * C. W. Hansell (1945)."Communication system by pulses through the Earth", 
美國專利第2,389,432号
.
* R. L. Tanner (1965). "Extremely low-frequency antenna", 
美國專利第3,215,937号
.
* G. F. Leydorf  (1966). "Antenna near field coupling system", 
美國專利第3,278,937号
.
* B. J. Eastlund (1987). "Method and apparatus for altering a region in the Earth's atmosphere, ionosphere, and/or magnetosphere", 
美國專利第4,686,605号
.
 * B. J. Eastlund (1991). "Method for producing a shell of relativistic particles at an altitude above the earths surface", 
美國專利第5,038,664号
.
```

## 外部連結
HAARP
- HAARP frequently asked questions sheet （页面存档备份，存于）
- HAARP website （页面存档备份，存于）

- HAARP executive summary （页面存档备份，存于）
- HAARP Cam （页面存档备份，存于） (live HAARP antenna array daylight pictures)
- GoogleMaps satellite image of HAARP （页面存档备份，存于）

- HAARP Digisonde （页面存档备份，存于）
- HAARP Fluxgate Magnetometer[永久]
- HAARP Induction Magnetometer Portuguese Web Archive的存檔，存档日期2009-10-08

- Induction Magnetometer Data page （页面存档备份，存于）

其它
- Owning the Weather, 一個Discovery Channel的文件關於氣候控制

62°23′30″N 145°09′00″W / 62.39167°N 145.15000°W